# Anderson (hrabstwo Burnett)
Anderson – miasto w Stanach Zjednoczonych, w stanie Wisconsin, w hrabstwie Burnett.